# نیکو اموندس
نیکو اموندس (انگلیسی: Nico Emonds؛ زادهٔ ۴ آوریل ۱۹۶۱) دوچرخه‌سوار اهل بلژیک است.